# الاتحاد الدولي للسيارات
الاتحاد الدولي للسياراتFIA (بالفرنسية: Fédération internationale d'automobile) منظمة غير ربحية تقوم برعاية مصالح المنظمات الخاصة بالسيارات ومستخدمي السيارات، يقع مقر المنظمة في ساحة الكونكورد بفرنسا باريس.
من أشهر المسابقات التي ينظمها الاتحاد مسابقة الفورمولا 1، وبطولة العالم للراليات، وبطولة العالم لسيارات السياحة.

## التاريخ
تأسس الأتحاد بأسم الرابطة الدولية لأتحاد السيارات في 20 يوليو 1904، ثم تغير إلى اسمه الحالي عام 1922، تتمركز مسئوليات الأتحاد حول تطوير رياضة السيارات حول العالم بالأضافة إلى تمثيل حقوق هيئات السيارات ومستخدمي السيارات في جميع أنحاء العالم عن طريق الحملات والأنشطة التي تدافع عن مصالحهم مثل السلامة، والتنقل، والبيئة، وقانون حماية المستهلك.
يتكون الأتحاد من 237 عضو من نوادى السيارات ومنظمات محلية في أكتر من 15 دولة حول العالم، رئيس المنظمة الحالي هو جون تود
يبدأ تاريخ مسابقة الفورمولا 1 في عام 1946، ثم نظم الأتحاد أول بطولة عالم للسائقين عام 1950.
بينما تم تنظيم بطولة العالم للسيارات الرياضية في عام1953، وكانت البداية الحقيقية لسباقات السيارات في العالم ولكن تم الغائها من 1992 حتى عام 2010 .
و أستمر تنظيم بطولة العالم لمُصنعي السيارات حتى عام 1981، بينما تم تنظيم أول بطولة للرالى عام 1973.
و نظم الأتحاد لأول مره بطولة العالم لسيارات السياحة عام 1987 والتي نُظمت لمرة واحدة وتم إعادة إحيائها عام 2005.
تم تأسيس الأتحاد الوطني للهوت رود عام 1993 وتشكيل لجنة الأتحاد الخاصة بسباق الدراج.

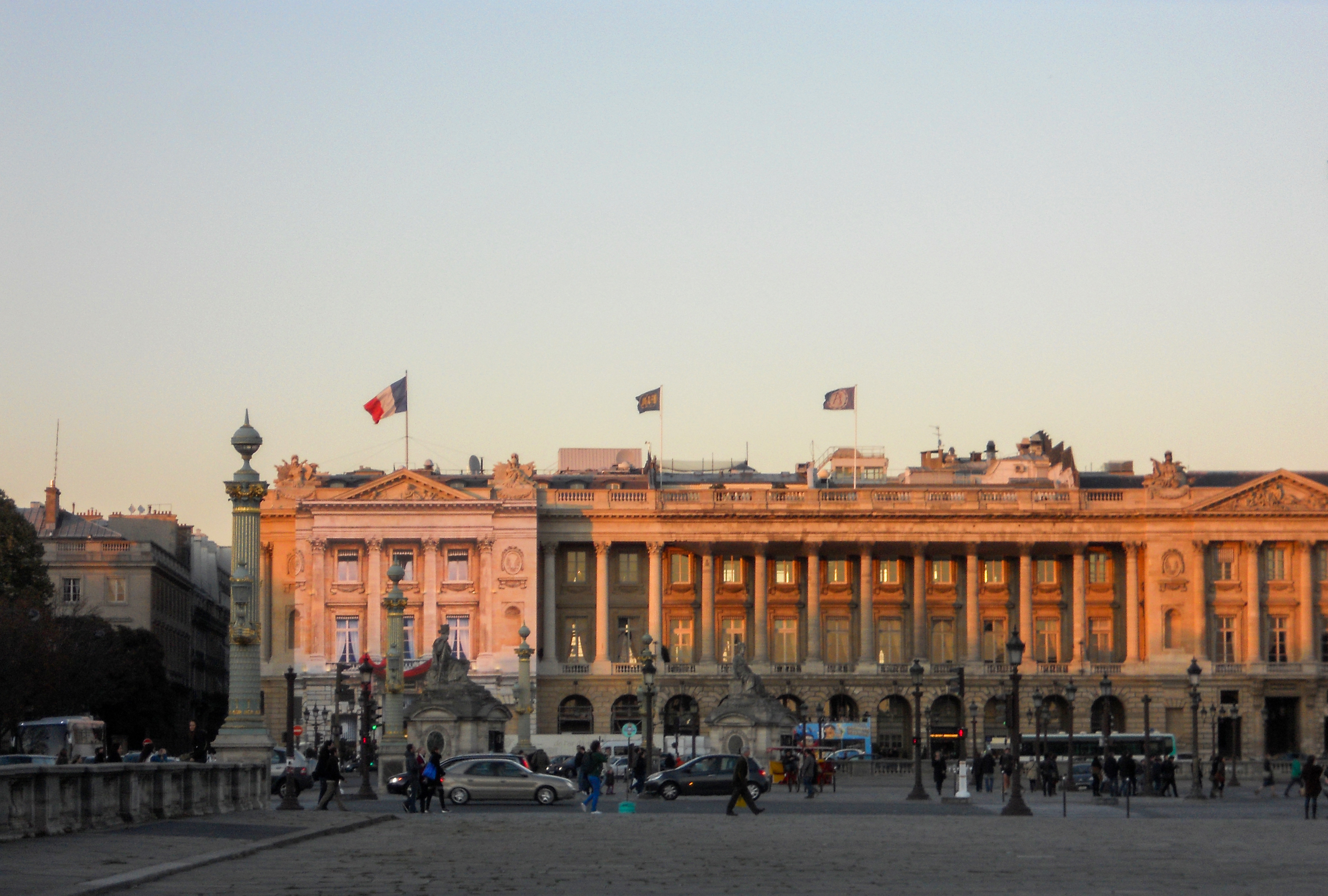
مقر الأتحاد الدولى للسيارات بساحة كونكورد

## هيكل التنظيم
الجمعية العامة للأتحاد الدولي للسيارات هي الهيئة الرئاسية العليا للأتحاد وتتألف من رؤساء العديد من الأندية في الاتحاد الدولي للسيارات.
رئيس الأتحاد هو رئيس الجمعية العامة، ويتم انتخابه لمدة 4 سنوات من خلال الجمعية العامة، وفي شهر أكتوبر 2005 تم السماح لأن يٌنتخب الرئيس لفترتين.
يتكون مجلس شيوخ الأتحاد من 10 أعضاء من رؤساء الأتحاد السابقين والحاليين وهم نائب رئيس الأتحاد للتنقل ومجموعة صناعة السيارات، ونائب رئيس الأتحاد لرياضة السيارات، و يتم انتخاب 5 أعضاء آخرين من قبل الجمعية العامة.
يقوم مجلس الشيوخ بأخذ القرارات اللازمة لإدارة الأتحاد وذلك عندما لا تسمح الظروف باجتماع اللجنة أو المجلس العالمي وخاصة في حالات الطوارئ التي يجب فيها تأكيد للقرارات التي تم اتخاذها.
كما يقوم مجلس الشيوخ بأخذ قرارات تتعلق بحسابات وميزانية الأتحاد وتحضير مسودة للأمور المالية لعرضها على المجالس العالمية، ويشكل مجلس الشيوخ لجان فرعية تهتم بشئون الدعايا والترويج وذلك من أجل عرض أفضل توصيات ومقترحات.
يدير مجلس الأتحاد للتنقل وصناعة السيارات جميع الأنشطة غير الرياضية التابعة للأتحاد.
يدير المجلس العالمي لرياضة السيارات كافة الأحداث الرياضية التي ينظمها الأتحاد الدولي للسيارات، كما أنه مسئول عن حملات تعزيز السلامة في رياضة السيارات في جميع أنحاء العالم، وتشجيع الأنظمة الموحدة، وتعزيز رياضة السيارات وتطوريها حتى في دول العالم النامية.
يتكون المجلس العالمي لرياضة السيارات من رئيس الأتحاد الدولي للسيارات، ونائب الرئيس وسبعة نواب من الاتحاد و17 عضو أخرين.
المحكمة الدولية للأتحاد هي محكمة الاستئناف النهائية لرياضة السيارات الدولية حيث تقوم بحل النزاعات المعروضة عليها من قبل أي من السلطات الرياضية الوطنية لرياضة السيارات في جميع أنحاء العالم، أو من قبل رئيس الاتحاد الدولي للسيارات. فإنه يمكن أيضا تسوية النزاعات غير الرياضية التي رفعتها منظمات السيارات الوطنية التابعة للاتحاد الدولي للسيارات.

## رؤساء الأتحاد
| الرئيس                          | فترة الرئاسة   |
| ------------------------------- | -------------- |
| الرابطة الدولية لنوادى السيارات |                |
| أيتيان نشفيلت                   | 1904-1931      |
| روبورت دى فوج                   | 1931-1936      |
| جييان شابوت                     | 1936-1946      |
| الأتحاد الدولى للسيارات         |                |
| جييان شابوت                     | 1946-1958      |
| أدلين بوفورت                    | 1958-1963      |
| فليبو كاستنيتو                  | 1963-1965      |
| ولفريد أندروس                   | 1965-1971      |
| أمورى ميرود                     | 1971-1975      |
| بول وينبرج                      | 1975-1985      |
| جون باليستر                     | 1985-1993      |
| ماكس موزلى                      | 1993-2009      |
| جون تود                         | 2009-2021      |
| محمد بن سليم                    | 2021- حتى الآن |

### وكلاءالنواب الحالين
| وكلاء النواب |
| ------------ |
| جرهام ستوكر  |
| براين جيبونز |
| نيكولاس كرو  |

### نواب الرئيس الحالي
| كارلوس باربوسا |
| -------------- |
| فرانكو لوكيزى  |
| دانييل ستارمان |
| جوس لجمان      |
| اجناسيو فاوست  |
| فيكتور مارتينز |
| جورج روساليس   |
| [[جوزيه عابد   |
| ميشيل بويرى    |
| مورى تشاندلر   |
| انريكو جيلبى   |
| كارلوس فويرتس  |
| سوريندر تاتى   |

### أعضاء اللجنة الحالية
| أعضاء اللجنة      |
| ----------------- |
| بيتر ماير         |
| ماريا سبيتز       |
| سيباستيان سلفادور |
| لارس اوسترلاند    |
| ويرنر كراوس       |
| نيكولاس هانسين    |
| جويدو وريكم       |
| تيرى ويليمارك     |
| مايك هاريس        |
| جيف لانج          |
| سيتسوو تاناكا     |
| برنارد تاى        |
| روبرت داربلنيت    |
| ايرل جاريت        |
| تيم سيرمان        |
| ايفان ديبوس       |
| جارى كونيلى       |
| فاسليس ديسبوتولاس |
| لويس دى فريتاس    |
| زرينكو جريجوريك   |
| وان هيبنج         |
| فيكتور كريانوف    |
| هوجو مارسن        |
| رادوفان نوفاك     |
| فسينزو سبانو      |
| لينج ليب تان      |

## أكاديمية تميز السائقين الشباب
تم الأعلان عن أفتتاح أكاديمية التميز للشباب في أكتوبر 2010 والتي تقوم بتنمية مهارات صغار السائقين حول العالم.

## نقد
قامت مفوضية الأتحاد الأوروبي بفتح تحقيق في الأتحاد الدولي للسيارات عام1999 بخصوص السلوك المناهض للمنافسة وتم التوصل لتسوية في يونيو 2001.
كتب مارتن براندل عمود في صحيفة صنداي تايمز بعنوان «الساحرات تهدد بتعطيل سباق المنافسة على اللقب العالمي» ويٌقصد به اتهامات اتحاد الدولي للسيارات ضد مكلارين. استجاب المجلس العالمي لرياضة السيارات من خلال إصدار أمر ضد صحيفة صنداي تايمز بتهمة التشهير. بينما رد براندل قائلا «لقد استحققت أن يكون لدي رأي» وكان هذا التصريح «علامة تحذير لصحفيين آخرين». وفي النهاية تم اتهام مكلارين بسرقة الأسرار التكنولوجية من فيراري.
في عام 2008، ظهرت اتهامات بأن الرئيس الأتحاد ماكس موزلي بتورطه في عدة فضائح جنسية. وكان ذلك في أعقاب قرار من الاتحاد الدولي للسيارات للاحتفاظ بماكس موزلي كرئيس للفرع الألماني للأتحاد، ورداً على ذلك أعلنت شركة أبو ظبي للمطارات والتي تعد أكبر هيئة أوروبية للسيارات بأنها «جمدت كل أنشطتها مع الاتحاد الدولي للسيارات حتى يترك ماكس موزلي منصبه».
أما في 24 يونيو 2009 أشتعل نزاع بين الأتحاد الدولي للسيارات ورابطة فرق الفورمولا 1 التي تم إنشاؤها حديثاً، وصلت الأطراف المتنازعة إلى أتفاق حول مستقبل الفورمولا 1، وكان جزء من الأتفاق أنه يجب على ماكس موزلى التنحي عن منصبه كرئيس للأتحاد الدولي للسيارات والا يترشح لاعاده انتخابه وتم الموافقة عليها في أكتوبر 2009 وسٌميت الأتفاقية بأتفاقية كونكورد.

## وصلات خارجية
- الموقع الرسمى للأتحاد الدولى للسيارات
- فضيحة جديدة بطلها رئيس «فيا» ماكس موزلي
- محمد بن سليم يشيد بأتفاقية «كونكورد»
- «محمد بن سليّم» نائباً لرئيس الاتحاد الدولي للسيارات للتنقل